# Alan Hinton
Alan Thomas Hinton (ur. 6 października 1942 w Wednesbury) – angielski piłkarz występujący na pozycji pomocnika, reprezentant kraju, trener.

## Kariera klubowa
Alan Hinton karierę piłkarską rozpoczął w październiku 1959 roku w juniorach Wolverhampton Wanderers, a w 1961 roku podpisał z tym klubem profesjonalny kontrakt, w którym zadebiutował dnia 7 stycznia 1961 roku w zremisowanym 1:1 meczu Huddersfield Town w ramach Pucharu Anglii 1960/1961. W klubie występował do 1964 roku rozgrywając w First Division 75 meczów i strzelając 29 goli.
W styczniu 1964 roku przeszedł do Nottingham Forest, w którym grał do 1967 roku i w barwach tego klubu w First Division rozegrał 112 meczów i strzelił 24 gole oraz zdobył z tym klubem wicemistrzostwo Anglii w sezonie 1966/1967.
We wrześniu 1967 roku za 30 000 funtów brytyjskich został zatrudniony przez trenera lokalnego rywala Nottingham Forest, Derby County - Briana Clougha. Z tym klubem najpierw w sezonie 1968/1969 awansował do angielskiej ekstraklasy, a potem dwukrotnie zdobył mistrzostwo Anglii (1972, 1975) oraz w sezonie 1972/1973 dotarł do półfinału Pucharu Europy, w którym angielska drużyna została wyeliminowana przez włoski Juventus Turyn (1:3, 0:0). W klubie występował do 1975 roku rozgrywając w First Division 253 mecze, strzelając 63 gole. Wkrótce po raz pierwszy zakończył profesjonalną karierę.
W 1976 roku był grającym trenerem w amatorskim zespole Borrowash Victoria. W 1977 roku wyjechał do Stanów Zjednoczonych w celu wznowienia piłkarskiej kariery. W sezonie 1977 grał w Dallas Tornado (24 mecze, 4 gole), a w sezonie 1978 grał w Vancouver Whitecaps (29 meczów, 1 gol), gdzie ostatecznie zakończył piłkarską karierę rozgrywając w lidze NASL 53 mecze i strzelając 5 goli.

### Kariera reprezentacyjna
Alan Hinton w reprezentacji Anglii zadebiutował dnia 3 października 1962 roku na stadionie Hillsborough w zremisowanym 1:1 meczu kwalifikacyjnym mistrzostw Europy 1964 przeciwko reprezentacji Anglii. Swojego jedynego gola w reprezentacji strzelił dnia 21 października 1964 roku na stadionie Wembley w zremisowanym 2:2 meczu z reprezentacji Belgii. Ostatni mecz w reprezentacji rozegrał dnia 18 listopada 1964 roku na stadionie Wembley podczas wygranego 2:1 spotkania z reprezentacją Walii w ramach turnieju British Home Championship 1964. Łącznie w latach 1962-1964 w reprezentacji rozegrał 3 mecze i strzelił 1 bramkę, a w reprezentacji Anglii U-23 rozegrał 7 meczów i strzelił 6 goli.

## Kariera trenerska
Alan Hinton po zakończeniu kariery piłkarskiej rozpoczął karierę trenerską. Trenował kluby: Tulsa Roughnecks (1979), Seattle Sounders (1980-1982 - Wicemistrzostwo NASL, Trener Roku NASL 1982), Vancouver Whitecaps (1984), Tacoma Stars (1985-1990) i Seattle Sounders (1994).
Trenował również zespoły U-13 i U-18 Crossfire Sounders w latach 1992-1997.

## Po zakończeniu kariery
Po zakończeniu kariery Alan Hinton podjął pracę z młodzieżą. Obecnie pracuje jako analityk lokalnej audycji dla Seattle Sounders.

## Osiągnięcia

### Jako piłkarz
Nottingham Forest
- Wicemistrzostwo Anglii: 1967

Derby County
- Mistrzostwo Anglii: 1972, 1975
- Półfinał Pucharu Europy: 1973

### Jako trener
Seattle Sounders
- Wicemistrzostwo NASL: 1982

Indywidualne
- Trener Roku w NASL: 1980